# Museu Arquidiocesano de Arte Sacra de Sorocaba
O Museu Arquidiocesano de Arte Sacra de Sorocaba - "Com. Luiz Almeida Marins", Madas-Lam foi inaugurado em 14 de agosto de 1975. Localiza-se na Catedral Metropolitana de Sorocaba, na Praça Coronel Fernando Prestes, no centro de Sorocaba. Atualmente encontra-se fechado ao público, pois aguarda a reforma do casarão situado na esquina do largo de São Bento com a rua Dr. Artur Martins, que passará a sediar o Museu Arquidiocesano de Arte Sacra de Sorocaba "Comendador Luiz de Almeida Marins", um dos mais importantes do interior paulista.
Sua criação deveu-se ao empenho de Dom José Melhado, que em 1965 chegou a Sorocaba e notou em visita às igrejas e capelas, a presença de valiosas imagens e peças sacras, o que despertou o interesse em instalar um museu em Sorocaba que reunisse todo o acervo sacro-histórico da Cúria. O Pe. Jamil Nassif Abib, do clero de Piracicaba, foi o responsável por supervisionar o tombamento, recolhimento, conservação e fazer um catálogo das peças de interesse para o futuro museu.
O então Museu Diocesano de Arte Sacra - Mudas teve a Declaração Municipal de Utilidade Pública, pela Lei 2.219 de 18 de setembro de 1983. O Comendador Luiz Almeida Marins dava aos visitantes do museu a seguinte explicação: “Museu não é depósito de coisas velhas” como se costuma ouvir dizer. Museu quer dizer “templo das musas”. Na antiga Grécia, musas eram entidades mitológicas ligadas às artes. Na atualidade, museu é um centro cultural, onde também se desenvolvem estudos e pesquisas.
A partir de julho de 1993, diante da criação canônica da Arquidiocese, pelo Papa João Paulo II, o Museu Diocesano de Arte Sacra (Mudas) passou a Museu Arquidiocesano de Arte Sacra de Sorocaba (Madas).
O nome do Prof. Luiz Almeida Marins foi proposto por Dom José Lambert, em 3 de Dezembro de 2001, o que foi aprovado pelos membros presentes e ficou então assim designado: Museu Arquidiocesano de Arte Sacra de Sorocaba “Com. Luiz Almeida Marins” Madas-Lam. Em 2010 o museu comemorou 35 anos de fundação com  exposição aberta ao público.